# Gaston de Saporta

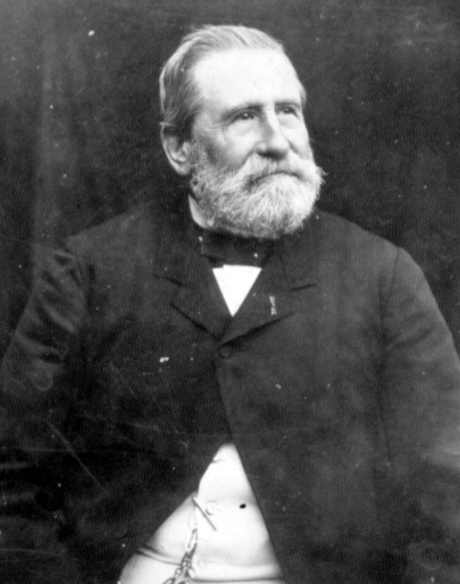
Porträt Saportas

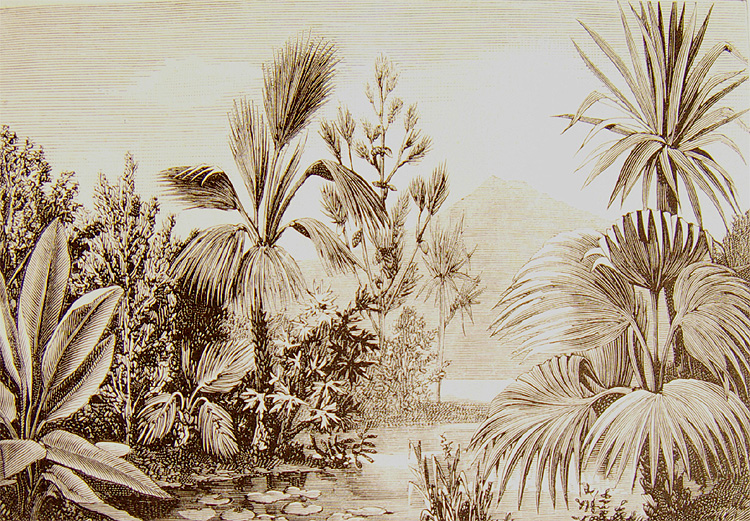
Rekonstruktion des Seeufers von Aix-en-Provence aus Saporta 1881

Marquis de Louis Charles Joseph Gaston Saporta (* 28. Juli 1823 in Saint-Zacharie; † 26. Januar 1895 in Aix-en-Provence) war ein französischer Paläobotaniker. Sein offizielles botanisches Autorenkürzel lautet „Saporta“.

## Leben
Saporta studierte im Jesuiten-Kolleg zu Freiburg zusammen mit Philippe Matheron (1807–1899). Als Schüler von Adolphe Brongniart publizierte er über zahlreiche Tertiärfloren aus dem französisch-belgischen Raum und ergänzte durch seine Arbeiten die der damals führenden Paläobotaniker Oswald Heer und Constantin von Ettingshausen.
De Saporta stützte maßgeblich die darwinsche Evolutionstheorie auf dem Gebiet der Paläobotanik.
Er verfasste mehrere bedeutende Werke wie Plantes jurassiques (1883–1885) und Origine paléontologique des abres cultivés ou utilisés par l’homme (1888). Sein Werk Le monde des plantes avant l’apparition de l’homme wurde von Carl Vogt ins Deutsche übersetzt (1881).
Regionale Schwerpunkte von de Saportas Untersuchungen waren die Floren von Aix-en-Provence, Manosque, Sézanne und Gelinden. Die Paläozänflora von Gelinden spielt in seinen Überlegungen zur Entstehung der tertiären Polarvegetation eine wichtige Rolle.
1876 wurde de Saporta korrespondierendes Mitglied der Académie des sciences und im Dezember 1877 assoziiertes Mitglied der Académie royale des Sciences, des Lettres et des Beaux-Arts de Belgique. 1885 wurde er in die American Academy of Arts and Sciences gewählt.

## Werke
- Le Monde des Plantes Avant l’Apparition de l’Homme. viii, 416 S. – Paris, 1879
- Die Pflanzenwelt vor dem Erscheinen des Menschen. übersetzt von Carl Vogt: XVI, 397 S. – Braunschweig: Vieweg, 1881
- A propos des algues fossiles. 82 S. – Paris: Masson, 1882
- Les organismes problématiques des anciennes mers. 102 S. – Paris: Masson, 1884
- Conifères ou Aciculaires Paris. Plantes jurasique (de la France). Paléontologie française; Sér. 2 Végétaux – Paris, 1884
- Le Nelumbium provinciale des lignites crétacés de Fuveau en Provence Paris. Mémoires de la Société Géologique de France. Paléontologie 5, 1890
- Flore fossile du Portugal: Nouvelles contributions à la flore mésozoïque. Accomp. d’une notice stratigraphique par Paul Choffat. 288 S. – Lisbonne: Impr. de l’Acad. R. de Sciences, 1894
- G. de Saporta, A. F. Marion: Essai sur l’état de la végétation à l’époque des marnes heersiennes de Gelinden. Mémoire couronné de l’Académie royale de Belgique 37: 1–94, Bruxelles, 1873
- G. de Saporta, A. F. Marion: Révision de la flore heersienne de Gelinden. Mémoire couronné de l’Académie royale de Belgique 41: 1–112, Bruxelles, 1877
- G. de Saporta, A. F. Marion: Die Kryptogamen. (Die Paläontologische Entwickelung des Pflanzenreichs). 250 S. – Leipzig: Brockhaus, 1883